# They are we
{{subst:AfC submission/draftnew}}

## Introducción
La película They Are We,  un documental escrito por la doctora Emma Christopher, es una película sobre la reunión increíble de una familia perdida hace mucho tiempo. 

## Fondo
El comercio de esclavos ocurrió entre los siglos 16 y 19. Durante este tiempo, muchos africanos esclavizados fueron transportados desde África central y occidental a lugares alrededor de las Américas. Entonces, se vendieron a plantaciones que producían tabaco, algodón, cacao, y más. Una parte de esto fue el comercio de caña de azúcar, centrado en Cuba, por lo que muchos esclavos fueron vendidos a los propietarios de plantaciones españolas. Más de un millón de esclavos fueron traídos a Cuba, y hoy en día, muchos cubanos tienen antepasados que fueron esclavizados. Cuando las familias fueron separadas, nunca dejaron de celebrar sus costumbres, y continuaron pasando bailes y canciones a las próximas generaciones. Grupos y pueblos diferentes en regiones diferentes en África tienen cosas en sus bailes, idiomas, y canciones que los hacen únicos. Debido a eso, algunos grupos han sido capaces de rastrear sus raíces de vuelta a África.

## Sinopsis
El documentario They Are We empieza en Gallinas, un área en donde muchos esclavos fueron vendidos y traídos a Cuba. La gente que fueron vendidas y enviadas hasta Cuba durante el comercio transatlántico de esclavos por Gallinas usualmente se referían como los Gangá para diferenciarlos entre otros grupos de esclavos. 
La historia continúa en Cuba, donde vemos el festival anual que toma lugar cada 17 de diciembre. En esta fiesta, vemos muchos cubanos bailando y cantando con una influencia africana tremenda. Estos cubanos son los Gangá-Longobá, las únicas Gangá notables que se quedan en Cuba hoy en día. Este grupo todavía se practican sus costumbres llevados a Cuba desde África. Está dicho que esta gente no se saben por cierto de cuál parte de África vienen sus tradiciones, pero fueron transmitidos generación por generación empezando con los esclavos traídos desde África. 
El documental sigue en África, donde la doctora Christopher muestra su película del festival Gangá-Longobá a locales en Liberia con ganas de encontrar las raíces de sus amigos cubanos. Los africanos son muy impresionados por las costumbres mostradas en la película y ayudan a la doctora a encontrar los ancestros de los cubanos por apuntándola en la dirección correcta. La doctora sigue a mostrar el video a muchas personas alrededor de Liberia y Sierra Leone por los siguientes dos años, siguiendo claves y iluminando miles de africanos en su camino. Eventualmente, la doctora muestra su película a un hombre en Moyamba quien identifica que los cubanos cantan en el idioma de los Banta, un grupo de gente que está perdiendo su idioma y sus costumbres originales. Gracias al consejo de este hombre, el equipo de la doctora se va a la sociedad de jefatura del Banta superior en el distrito de Moyamba. 
A llegar, la gente de la sociedad de jefatura del Banta superior se confirmen que son costumbres suyas y cuentan su historia al doctora. Dicen que los Banta fueron un grupo pequeño cerca al porte Gallinas que fueron “diezmados por el comercio de esclavos” (Dr. Christopher, They Are We). Desde aquí, la gente africana se apuntaron el equipo a Mokpangumba, un pueblo fundado para proteger a la gente Banta. Este pueblo está referido como “la corazón cultural del Banta superior” (Dr. Christopher, They Are We). Después de mostrando el video allí, muchas personas de Mokpangumba fueron muy orgullosas y sorprendidas y algunos pensaron que el video fue filmado en Mokpangumba. La gente de Mokpangumba supieron que sus antepasados fueron tomados, pero nunca supieron por cierto lo que pasó con ellos. El video de Dr. Christopher reveló que ellos son buenos y todavía son vivos. Todos fueron muy felices a aprender esta información. 
La próxima sección del documental se trata de la cultura de la gente en Mokpangumba y la vida diaria de las personas allí. En Mokpangumba se practican medicina herbaria, especialmente los iniciantes de la sociedad Menda quien aprenden remedios secretos. La Menda es una sociedad familiar que es bastante involucrada con los costumbres de los Banta. Desde los tiempos de esclavitud, la gente se han deviado considerablemente de la cultura original de Banta, pero la influencia de la cultura todavía es muy evidente en muchos maneras. En Mokpangumba, solo hay una escuela sin muchos recursos o maestros, pero los estudiantes todavía logran aprender. En la escuela, los estudiantes cantan el himno nacional de Sierra Leone y también música cristiano, mostrando la influencia cristiano en el lugar. La mayoría de la gente en Mokpangumba se practican agricultura de subsistencia y venden lo que queda para dinero.
Después de aprender sobre la gente de Mokpangumba, el documental continúa con una gran reunión entre los cubanos y los africanos. Cuatro de los miembros del Gangá-Longobá viajen a Mokpangumba después de esperando dos años para permisión a viajar. A llegar, los cubanos fueron aceptados como familia y fueron recibidos con una gran fiesta con cantando, bailando, trajes tradicionales, y otros demostraciones. Los cubanos se sintieron muy conectados a su tierra natal y aprendieron mucho de la cultura moderna y de la idioma. Era un final mágico a una historia maravillosa.

## Reparto

### Directora
Emma Christopher: historiadora académica

### Gangá-Longobá
Humberto Casanova Corbea (Cuco): líder de Gangá
Alfredo Duquesne Mora (El Duque): vocero de Gangá
Yandrys Izquierdo Casanova: nieto de Cuco, tamborilero
Elvira Fumero Añi: sucesora de Piyuya para líder de Gangá
Florinda Diago: ex-líder de Gangá, bisnieta de Josefa
Magdalena Mora Herrera (Piyuya): líder de Gangá
Josefa: esclavo quien traía la cultura Banta a Cuba

### Sierra-Leonés
Baggie Kpanabum: bailador cultural
Joe Allie: mayor en Mokpangumba
Lucy Amara: líder de Menda
Mabadu Pokawa: jefa de sección
Solomon Musa: líder cultural, maestro

## Recepción
El documental fue estrenado en 2013. Desde entonces, ha recibido una calificación de 8.7 estrellas sobre 10 del sitio imdb. Además, el documental fue nominado por siete premios, y ganó tres de estos premios. En el Bare Bones International Film Festival de 2014, They Are We recibió el título de mejor documental educacional. También fue ganador en los BronzeLens, DocMiami, y London Latin American festivales.
	El Centro de Estudios Latinoamericanos de La Universidad Vanderbilt implementó el documental en su currículo. Crearon una guía para los educadores que incluye 62 páginas de información para saber cómo enseñar el documental a los estudiantes.

## Publicidad
Emma Christopher creó una cuenta de Twitter en junio de 2013 con el nombre @theyarewe. Desde entonces, ha estado cargando información relacionada con la película. También existe un sitio web dedicado al documental que se llama theyarewe.com. En este sitio, se puede encontrar un resumen de la historia y una galería de fotos. El sitio también contiene información sobre cómo acceder al documental.